# Ipodrom (stanice metra v Kyjevě)
Ipodrom (ukrajinsky Іподром) je stanice kyjevského metra na Obolonsko-Teremkivské lince.

## Charakteristika
Stanice je trojlodní. Na konci nástupiště se nachází schody a výtah vedoucí do vestibulu s pokladnou a následně na Prospekt Akademika Hluškova, na druhém konci vedou schody do vestibulu a následně na autobusové nádraží Pivdenna.